# Val di Magra

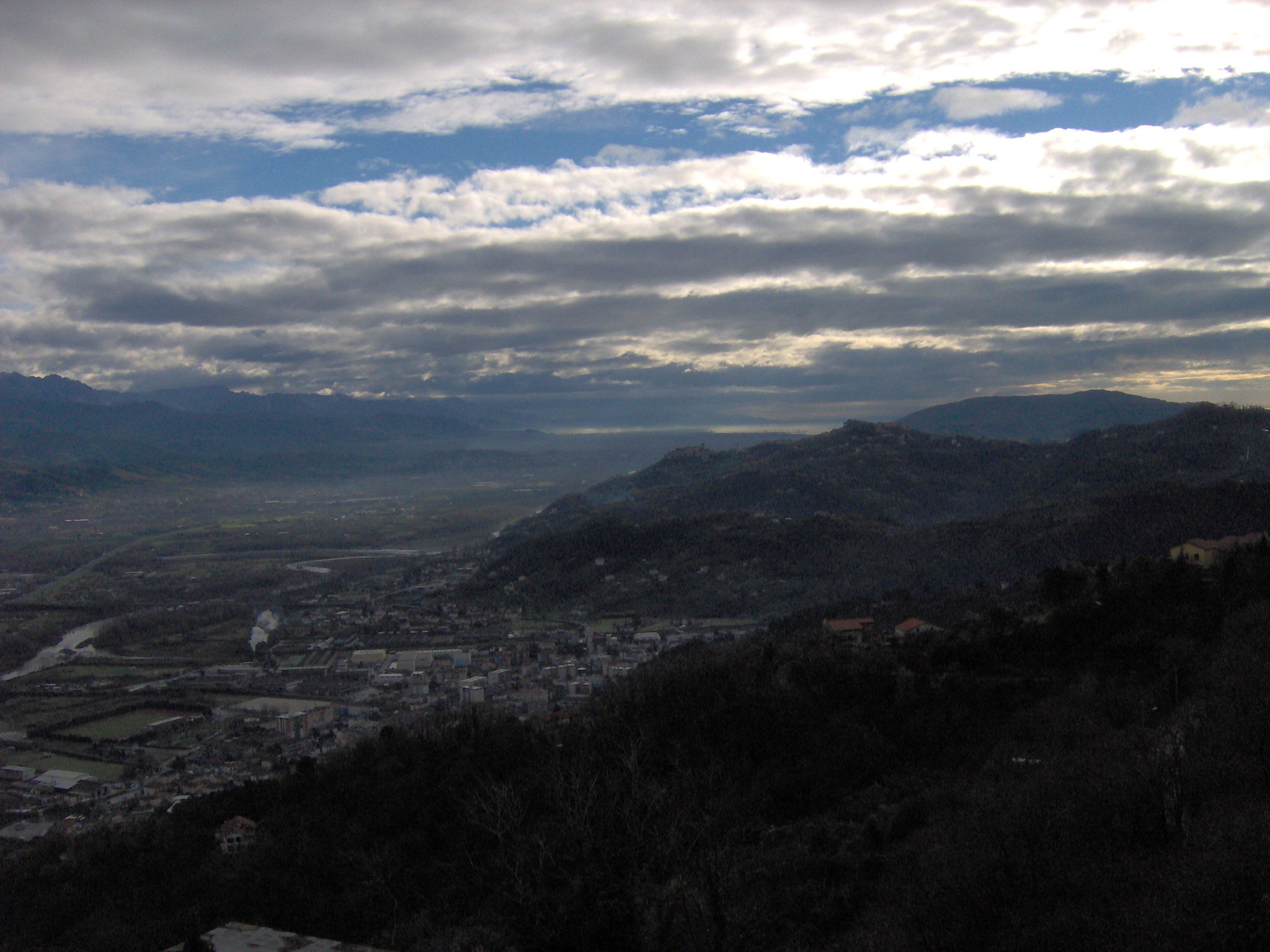
Le val di Magra depuis Follo

Le val di Magra est le bord de plaine, compris dans les provinces de La Spezia et de Massa et Carrare, à travers lequel le fleuve Magra conflue dans la Mer Ligure, à peu de distance du Golfe des Poètes, et qui s'inscrit au cœur de l'ancienne région de la Lunigiana.

## Sources
- (it) Cet article est partiellement ou en totalité issu de l’article de Wikipédia en italien intitulé « Val di Magra » (voir la liste des auteurs).